# Chinook

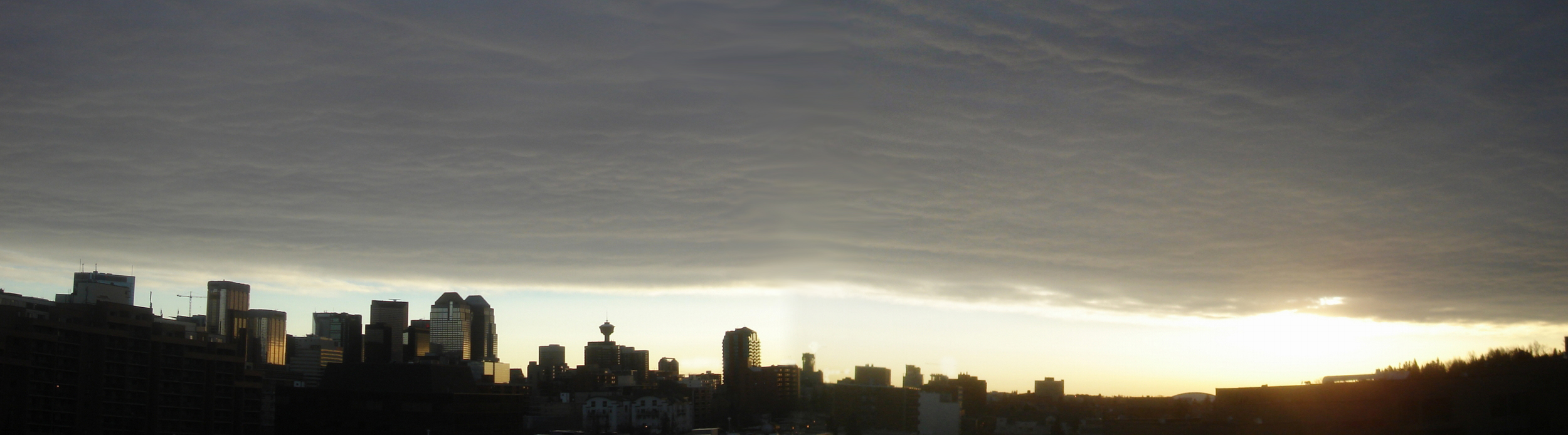
Chinook

Chinook – ciepły, suchy i porywisty wiatr typu fenowego, wiejący ze wschodnich stoków Gór Skalistych na równiny.
Może spowodować gwałtowny wzrost temperatury nawet o kilkanaście stopni Celsjusza w ciągu zaledwie kilku godzin (rekord odnotowano 22 stycznia 1943, gdy temperatura w Spearfish w Dakocie Pdołudniowej w 2 minuty wzrosła o 27 °C[niewiarygodne źródło?]) i spowodować, że śnieg głęboki na stopę zniknie prawie całkowicie w przeciągu jednego dnia – stąd jego nazwa.
W roku 1988, gdy odbywały się Zimowe igrzyska olimpijskie w Calgary, chinook mocno utrudniał rozegranie niektórych konkurencji (przede wszystkim zjazdowych), powodując gwałtowne wytapianie i parowanie pokrywy śnieżnej.